# Grimes (Alabama)
Grimes – miasto w Stanach Zjednoczonych, w stanie Alabama, w hrabstwie Dale. W roku 2023 miasto zamieszkiwało 585 osób, a gęstość zaludnienia wynosiła 177,3 osoby/km².